# Atletica leggera ai Giochi della XVI Olimpiade - 200 metri piani maschili

Video della Finale (film ufficiale dei Giochi)

La competizione dei 200 metri piani maschili di atletica leggera ai Giochi della XVI Olimpiade si è disputata nei giorni 26 e 27 novembre 1956 al Melbourne Cricket Ground.

## L'eccellenza mondiale
| Campione olimpico 1952                            | 20"7        | Andy Stanfield                          | Presente   |
| Campione europeo 1954                             | 20"9        | Heinz Fütterer                          | Solo 4x100 |
| Primatisti mondiali: (tra gli atleti in attività) | 20"6 (1956) | Andy Stanfield Bobby Morrow Thane Baker | Presente   |
| Vincitore delle selezioni USA                     | 20"6        | Bobby Morrow                            | Presente   |

1. ↑  Record non omologato dalla IAAF.

## La gara
Nei turni eliminatori nessuno scende sotto i 21".
Dei tre americani, netti favoriti, quello che appare più in forma è Andy Stanfield, il campione in carica.

I favoriti sono i tre americani. In finale si schierano come segue: Morrow è in terza corsia, Stanfield in quarta mentre Baker parte dalla sesta, come a Helsinki 1952.

All'uscita dalla curva si presentano appaiati; sul rettilineo finale Morrow ha una maggiore accelerazione e guadagna subito 2 metri; Stanfield non riesce a prenderlo, così Morrow bissa il successo dei 100 metri. Baker completa la tripletta USA.

Il 20"6 del vincitore eguaglia il record mondiale. 20"75, invece, è il miglior tempo elettrico mai ottenuto sulla distanza.

## Risultati

### Turni eliminatori
| 12 Batterie        | 26 novembre | 67 partenti   | Si qualificano i primi 2. |
| 4 Quarti di finale | 26 novembre | 6 + 6 + 6 + 6 | Si qualificano i primi 3. |
| 2 Semifinali       | 27 novembre | 6 + 6         | Si qualificano i primi 3. |
| Finale             | 27 novembre | 6 concorrenti |                           |

### Batterie
| Pos. | Atleta              | Nazione  | Tempo Ufficiale | Tempo Ufficioso |
| ---- | ------------------- | -------- | --------------- | --------------- |
| 1    | José da Conceição   | Brasile  | 21"5            | 21"61           |
| 2    | Manfred Germar      | Germania | 21"8            | 21"88           |
| 3    | René Ahumada        | Messico  | 21"9            | 21"96           |
| 4    | Mel Spence          | Giamaica | 21"9            | 22"13           |
| 5    | Jean-Pierre Goudeau | Francia  | 22"0            | 22"13           |

| Pos. | Atleta              | Nazione        | Tempo Ufficiale | Tempo Ufficioso |
| ---- | ------------------- | -------------- | --------------- | --------------- |
| 1    | Karl-Friedrich Haas | Germania       | 21"4            | 21"56           |
| 2    | Václav Janeček      | Cecoslovacchia | 21"7            | 21"85           |
| 3    | Douglas Winston     | Australia      | 22"0            | 22"20           |
| 4    | Milkha Singh        | India          | 22"3            | 22"47           |
| 5    | Kyohei Ushio        | Giappone       | 22"4            | 22"64           |

| Pos.   | Atleta            | Nazione           | Tempo Ufficiale | Tempo Ufficioso |
| ------ | ----------------- | ----------------- | --------------- | --------------- |
| 1      | Mike Agostini     | Trinidad e Tobago | 21"6            | 21"80           |
| 2      | Vincenzo Lombardo | Italia            | 21"8            | 21"94           |
| 3      | Jurij Konovalov   | Unione Sovietica  | 22"0            | 22"09           |
| 4      | Josef Trousil     | Cecoslovacchia    | 22"3            | 22"54           |
| 5      | Beyene Legesse    | Etiopia           | 23"4            | 23"63           |
| 6      | Manut Bumrungphuk | Thailandia        | 23"4            | 24"59           |
| Squal. | James Roberts     | Liberia           | [23"1]          | [23"17]         |

| Pos.   | Atleta               | Nazione     | Tempo Ufficiale | Tempo Ufficioso |
| ------ | -------------------- | ----------- | --------------- | --------------- |
| 1      | Andy Stanfield       | Stati Uniti | 21"5            | 21"69           |
| 2      | Sergio D'Asnasch     | Italia      | 22"2            | 22"35           |
| 3      | Muhammad Sharif Butt | Pakistan    | 22"2            | 22"38           |
| 4      | Frédéric Hammer      | Lussemburgo | 22"7            | 22"73           |
| 5      | Roba Negousse        | Etiopia     | 23"7            | 23,89           |
| Squal. | Apolinar Solórzano   | Venezuela   | [22"6]          | [22"73]         |

| Pos. | Atleta              | Nazione       | Tempo Ufficiale | Tempo Ufficioso |
| ---- | ------------------- | ------------- | --------------- | --------------- |
| 1    | Abdul Khaliq        | Pakistan      | 21"1            | 21"32           |
| 2    | Morrie Rae          | Nuova Zelanda | 21"4            | 21"57           |
| 3    | João Pires Sobrinho | Brasile       | 21"6            | 21"67           |
| 4    | Thomas A. Robinson  | Bahamas       | 21"6            | 21"76           |
| 5    | Sándor Jakabfy      | Ungheria      | 21"6            | 21"78           |
| 6    | Mal Spence          | Giamaica      | 21"7            | 21"86           |

| Pos. | Atleta          | Nazione  | Tempo Ufficiale | Tempo Ufficioso |
| ---- | --------------- | -------- | --------------- | --------------- |
| 1    | Kanji Akagi     | Giappone | 22"1            | 22"26           |
| 2    | Jorge de Barros | Brasile  | 22"2            | 22"30           |

| Pos. | Atleta            | Nazione           | Tempo Ufficiale | Tempo Ufficioso |
| ---- | ----------------- | ----------------- | --------------- | --------------- |
| 1    | Thane Baker       | Stati Uniti       | 21"8            | 21"92           |
| 2    | Béla Goldoványi   | Ungheria          | 21"9            | 22"08           |
| 3    | Bjørn Nilsen      | Norvegia          | 22"2            | 22"33           |
| 4    | Oliver Hunter     | Guyana britannica | 22"4            | 22"54           |
| 5    | Giovanni Ghiselli | Italia            | 22"5            | 22"68           |
| 6    | Abebe Hailou      | Etiopia           | 23"0            | 23"25           |

| Pos. | Atleta        | Nazione        | Tempo Ufficiale | Tempo Ufficioso |
| ---- | ------------- | -------------- | --------------- | --------------- |
| 1    | Vilém Mandlík | Cecoslovacchia | 21"6            | 21"79           |
| 2    | Hector Hogan  | Australia      | 21"8            | 21"97           |
| 3    | David Segal   | Gran Bretagna  | 22"1            | 22"22           |
| 4    | Joe Foreman   | Canada         | 22"2            | 22"28           |
| 5    | Kesevan Soon  | Singapore      | 23"0            | 23"33           |
| 6    | Lee Kah Fook  | Malesia        | 23"7            | 23"94           |

| Pos. | Atleta           | Nazione     | Tempo Ufficiale | Tempo Ufficioso |
| ---- | ---------------- | ----------- | --------------- | --------------- |
| 1    | Bobby Joe Morrow | Stati Uniti | 21"8            | 21"95           |
| 2    | Edward Szmidt    | Polonia     | 21"9            | 22"03           |
| 3    | Graham Gipson    | Australia   | 22"0            | 22"06           |
| 4    | Akira Kiyofuji   | Giappone    | 22"5            | 22"56           |
| 5    | Abdul Aziz       | Pakistan    | 22"9            | 22"98           |

| Pos. | Atleta           | Nazione           | Tempo Ufficiale | Tempo Ufficioso |
| ---- | ---------------- | ----------------- | --------------- | --------------- |
| 1    | Boris Tokarev    | Unione Sovietica  | 21"6            | 21"62           |
| 2    | Brian Shenton    | Gran Bretagna     | 21"7            | 21"87           |
| 3    | Rafael Romero    | Venezuela         | 21"8            | 21"85           |
| 4    | Jan Jarzembowski | Polonia           | 21"9            | 21"91           |
| 5    | Joe Goddard      | Trinidad e Tobago | 22"3            | 22"23           |
| 6    | Eero Kivelä      | Finlandia         | 22"5            | 22"56           |
| 7    | Ben Nduga        | Uganda            | ND              | 22"89           |

| Pos. | Atleta              | Nazione       | Tempo Ufficiale | Tempo Ufficioso |
| ---- | ------------------- | ------------- | --------------- | --------------- |
| 1    | Konstantin Lissenko | Francia       | 21"8            | 22"06           |
| 2    | Iván Rodríguez      | Porto Rico    | 21"9            | 22"06           |
| 3    | Roy Sandstrom       | Gran Bretagna | 22"1            | 22"18           |
| 4    | Pentti Rekola       | Finlandia     | 22"1            | 22"22           |
| 5    | Jack Parrington     | Canada        | 22"4            | 22"61           |
| 6    | Montri Srinaka      | Thailandia    | ND              | 23"88           |
| 7    | Emmanuel Putu       | Liberia       | ND              | 24"33           |

| Pos. | Atleta             | Nazione          | Tempo Ufficiale | Tempo Ufficioso |
| ---- | ------------------ | ---------------- | --------------- | --------------- |
| 1    | Leo Pohl           | Germania         | 21"6            | 21"78           |
| 2    | Leonid Bartenev    | Unione Sovietica | 21"8            | 21"94           |
| 3    | Yves Camus         | Francia          | 22"2            | 22"37           |
| 4    | Paiboon Vacharapan | Thailandia       | 23"8            | 23"92           |
| 5    | Richard Estick     | Giamaica         | 25"5            | 25"81           |

### Quarti di finale
| Pos. | Atleta          | Nazione           | Tempo Ufficiale | Tempo Ufficioso |
| ---- | --------------- | ----------------- | --------------- | --------------- |
| 1    | Abdul Khaliq    | Pakistan          | 21"1            | 21"34           |
| 2    | Mike Agostini   | Trinidad e Tobago | 21"1            | 21"35           |
| 3    | Leo Pohl        | Germania          | 21"3            | 21"49           |
| 4    | Leonid Bartenev | Unione Sovietica  | 21"4            | 21"53           |
| 5    | Béla Goldoványi | Ungheria          | 21"5            | 21"64           |
| 6    | Edward Szmidt   | Polonia           | 21"6            | 21"73           |

| Pos. | Atleta              | Nazione          | Tempo Ufficiale | Tempo Ufficioso |
| ---- | ------------------- | ---------------- | --------------- | --------------- |
| 1    | Andy Stanfield      | Stati Uniti      | 21"1            | 21"22           |
| 2    | Boris Tokarev       | Unione Sovietica | 21"2            | 21"42           |
| 3    | José da Conceição   | Brasile          | 21"3            | 21"46           |
| 4    | Vincenzo Lombardo   | Italia           | 21"4            | 21"53           |
| 5    | Kanji Akagi         | Giappone         | 21"9            | 22"05           |
| Rit. | Konstantin Lissenko | Francia          |                 |                 |

| Pos. | Atleta              | Nazione        | Tempo Ufficiale | Tempo Ufficioso |
| ---- | ------------------- | -------------- | --------------- | --------------- |
| 1    | Thane Baker         | Stati Uniti    | 21"2            | 21"34           |
| 2    | Vilém Mandlík       | Cecoslovacchia | 21"3            | 21"56           |
| 3    | Karl-Friedrich Haas | Germania       | 21"5            | 21"68           |
| 4    | Hector Hogan        | Australia      | 21"7            | 21"90           |
| 5    | Iván Rodríguez      | Porto Rico     | 21"9            | 22"16           |
| 6    | Sergio D'Asnasch    | Italia         | 22"6            | 22"82           |

| Pos. | Atleta           | Nazione        | Tempo Ufficiale | Tempo Ufficioso |
| ---- | ---------------- | -------------- | --------------- | --------------- |
| 1    | Bobby Joe Morrow | Stati Uniti    | 21"9            | 22"03           |
| 2    | Morrie Rae       | Nuova Zelanda  | 22"0            | 22"12           |
| 3    | Brian Shenton    | Gran Bretagna  | 22"1            | 22"15           |
| 4    | Václav Janeček   | Cecoslovacchia | 22"2            | 22"26           |
| 5    | Jorge de Barros  | Brasile        | 23"7            | 23"88           |
| NP   | Manfred Germar   | Germania       |                 |                 |

### Semifinali
| Pos. | Atleta              | Nazione       | Tempo Ufficiale | Tempo Ufficioso |
| ---- | ------------------- | ------------- | --------------- | --------------- |
| 1    | Thane Baker         | Stati Uniti   | 21"1            | 21"21           |
| 2    | Bobby Joe Morrow    | Stati Uniti   | 21"3            | 21"43           |
| 3    | José da Conceição   | Brasile       | 21"4            | 21"53           |
| 4    | Abdul Khaliq        | Pakistan      | 21"5            | 21"58           |
| 5    | Karl-Friedrich Haas | Germania      | 21"5            | 21"74           |
| 6    | Morrie Rae          | Nuova Zelanda | 21"5            | 21"75           |

| Pos. | Atleta         | Nazione           | Tempo Ufficiale | Tempo Ufficioso |
| ---- | -------------- | ----------------- | --------------- | --------------- |
| 1    | Andy Stanfield | Stati Uniti       | 21"2            | 21"35           |
| 2    | Mike Agostini  | Trinidad e Tobago | 21"3            | 21"48           |
| 3    | Boris Tokarev  | Unione Sovietica  | 21"3            | 21"50           |
| 4    | Leo Pohl       | Germania          | 21"5            | 21"64           |
| 5    | Vilém Mandlík  | Cecoslovacchia    | 21"6            | 21"74           |
| 6    | Brian Shenton  | Gran Bretagna     | 21"9            | 22"08           |

### Finale
| Pos.    | Corsia | Atleta            | Età | Nazione           | Tempo Ufficiale | Tempo Ufficioso |
| ------- | ------ | ----------------- | --- | ----------------- | --------------- | --------------- |
| Oro     | 3      | Bobby Joe Morrow  | 21  | Stati Uniti       | 20"6            | 20"75           |
| Argento | 4      | Andy Stanfield    | 28  | Stati Uniti       | 20"7            | 20"97           |
| Bronzo  | 6      | Thane Baker       | 25  | Stati Uniti       | 20"9            | 21"05           |
| 4       | 1      | Mike Agostini     | 21  | Trinidad e Tobago | 21"1            | 21"35           |
| 5       | 2      | Boris Tokarev     | 29  | Unione Sovietica  | 21"2            | 21"42           |
| 6       | 5      | José da Conceição | 25  | Brasile           | 21"3            | 21"56           |

Bobby Joe Morrow, oltre a vincere l'oro olimpico, è stato l'unico, assieme a James Owens, a trionfare in patria nello stesso anno su 100 e 200 metri nei:
- Campionati universitari;
- Campionati nazionali;
- Selezioni olimpiche («Trials»).

Nessun altro dopo Owens e Morrow è stato in grado, nel XX secolo, di ripetere l'impresa.

Nel 1957 Morrow verrà premiato come migliore atleta USA dell'anno negli sport non professionistici. Rimane l'ultimo velocista americano bianco ad aver dominato la scena mondiale.